# الهجويري
أبو الحسن علي بن عثمان بن أبي علي الجلابي الهجويري الغزنوي ( نوفمبر 1009 - سبتمبر 1072 ) عالم ومتصوف فارسي، صاحب كتاب كشف المحجوب الذي يعد من المصادر الأساسية في التصوف وسجلٌ جامع للتيارات الدينية التي كانت سائدة في العالم الإسلامي في القرن الخامس الهجري.

## سلسلة الطريقة
- سيدنا  محمد صلى الله عليه وسلم
- سيدنا علي بن أبي طالب رضي الله عنه
-  الشيخ الحسن البصري
- الشيخ حبيب العجمي
- الشيخ  داود الطائي
- الشيخ معروف الكرخي
- الشيخ سري السقطي
- الشيخ  الجنيد البغدادي
- الشيخ  أبو بكر الشبلي
- الشيخ علي الحسري الحسري
الشيخ - أبو الفضل الخوتلي
- الشيخ علي الهجويري

## خلفية
ولد في غزنة في اواخر القرن الرابع الهجري وتلقى علومه الأولى فيها، ثم بدأ في السفر والتجوال، وقابل كثيرًا من شيوخ الصوفية ولازمهم لفتراتٍ طويلة، واستقر أخيرًا في لاهور حيث توفي.أهم آثاره هو كتاب كشفُ المحجوب وهو مكتوبٌ باللغة الفارسية، كما يعد أحد أقدم الكتب الفارسية في التصوف الإسلامي. وقد قال محمد تقي بهار في كتابه سبك شناسي عن كشفُ المحجوب أنه «كتاب نفيس قل أن يوجد له نظير في اللغة الفارسية». وقد نقل محمود أحمد ماضي أبو العزائم الكتاب إلى العربية نقلاً عن الترجمة الإنجليزية.

## أقواله
| الهجويري   | واعلم أن العلم کثیرٌ والعمر قصیرٌ ولیس تعلّمُ کل العلومِ مثل علم النجوم و الطب و علم الحسابِ و الصناعات البدیعةوما یشبه ھذا، فریضةٌ علی الناس،إلا بالقدرِ الذی یتعلق بالشریعة من کل من ھذہ العلوم، فالنجوم لمعرفة الوقت فی اللیل، والطب للاحتماء، والحساب للفرائض و مدة الحیض وما یشبه، ففرائض العلم بقدر ما یصح به العمل. | الهجويري |
| — الهجويري | |          |

| الهجويري   | فالفقیرُ ھو الذي لا یملك شیئًا قط، ولیس له خللٌ فی شیء، وھو لا یصیر غنیًا بوجود الأسباب، ولا محتاجا الی سبب بعدمھا، فوجود الأسباب و عدمھا لدی فقرہ سواء و ان یکن في العدم أکثر سعادۃ، فجائز أیضا، لأن المشایخ قالوا: کلما یکون الفقیر أضیق یدا یکون الحال أکثر فتحا علیه۔ فوجود المعلوم شؤم للفقیر، الی حد أنه لا یجعل أی شی ء فی قیدہ الا ویکون ھو أیضا فی القید بذلك القدر۔ فحیاۃ أحباب الحق مع الحق تکون بالألطاف الخفیة، والأسرار البھیة، لا بآلات الدنیا الغدارة، والدار الفجارة، فالمتاع مناع ون طریق الرضا. | الهجويري |
| — الهجويري | |          |